# 殺意 (アイルズ)
『殺意』（さつい、Malice Aforethought）は、1931年に発表された推理作家フランシス・アイルズ作の長編推理小説である。
この作品はアントニイ・バークリーがアイルズ名義で発表した第一長編。犯人の視点で犯行を描く倒叙形式の名作として知られ、リチャード・ハル『伯母殺人事件』、F・W・クロフツ『クロイドン発12時30分』とともに倒叙三大名作の一つにも数えられる。

## 内容
- 倒叙の典型例「犯罪遂行後、探偵役が登場し、犯人がどこで失敗したかを読者と推理合戦をする」[4]といったものではなく、また最後に説明なしに、唐突に物語が終わるなど、本作を純粋な倒叙と呼べるかは微妙でもある。

## あらすじ
英国の郊外に住む開業医ビクリー医師は、ほかに好きな女性ができたため、妻を殺そうと決意する。入念に準備し、完璧な殺人計画を実行に移す。彼を怪しいと睨む捜査官との対決から、法廷の攻防と進み、完全犯罪は達成されるのか。

## 主な登場人物
- エドマンド・ビクリー医師　－　郊外に住む開業医。本作の主人公。
- ジュリア・ビクリー　－　エドマンドの妻。厚い眼鏡をかけている。
- ベンジー・トア　－　気難しい青年。ビクリー夫妻の友人。
- ギニフリッド　－　エドマンドが一目ぼれした女性。
- マドレイン　－　ビクリー夫妻の友人。
- アイヴィ　－　同じく、ビクリー夫妻の友人。

## 評価
- 江戸川乱歩の「1935年以降の長編ベスト10」に挙げられている。

## 翻訳
- 『殺意』（延原謙訳、日本出版協同、異色探偵小説選集3） 1953
- 『殺意』（延原謙訳、東京創元社、世界推理小説全集20） 1956
- 『殺意』（大久保康雄訳、東京創元社、世界名作推理小説大系16） 1961
- 「殺意」（宮西豊逸訳、東都書房、世界推理小説大系18『アイルズ / バークリー』） 1962
- 『殺意』（中村能三訳、中央公論社、世界推理小説名作選） 1962
- 『殺意』（大久保康雄訳、中島河太郎解説、東京創元社、創元推理文庫124-1） 1971 ISBN 4-488-12401-1
- 『殺意』（中村能三訳、角川文庫） 1973